# Сиддхартха (фильм)
«Сиддха́ртха» (англ. Siddhartha) — художественный фильм американского режиссёра Конрада Рукса, снятый по одноимённому роману Германа Гессе в 1972 году.

## Сюжет
Сын брамина Сиддхартха вместе со своим другом Говиндой решил пойти по пути подвижника. Долгие годы странствий не принесли желаемого результата. Поворотным этапом в жизни друзей стала встреча с Гаутамой Буддой. Говинда, проникшийся духом нового учения становится учеником Будды, а Сиддхартха идёт своей дорогой, которая привела его в город, где ему было назначено узнать многое из неведомой светской жизни.
Знакомство с куртизанкой Камалой помогает Сиддхартхе стать знатоком физической любви, а позже, по её протекции, занять доходное место поверенного в делах богатого купца Камасвами. Но достигнутое материальное благополучие, слава и почёт не были целью поиска Сиддхартхи и он без сожаления покидает город таким же нищим аскетом, каким был до встречи с Камалой.
Сиддхартха пришёл к реке, которую уже пересекал однажды и стал помощником перевозчика Васудевы. Через некоторое время в группе паломников он увидел Камалу, направлявшуюся к умирающему Гаутаме Будде. Укушенная ядовитой змеёй, женщина погибает, оставляя на попечение Сиддхартхи их сына, который вскоре покинул отца, не желая как он жить отшельником.
Постаревший Васудева уходит на покой. Сиддхартха встречает Говинду, не нашедшего просветления. Глядя на друга, Говинда начинает понимать, что тот нашёл своё счастье в одержимости постоянного поиска желанной цели и жил всё это время настоящей жизнью.

## В ролях
- Шаши Капур — Сиддхартха
- Сими Гаревал — Камала
- Рамеш Шарма — Говинда
- Пинчу Капур — Камасвами
- Зул Веллани — Васудева
- Амрик Синт — отец Сиддхартхи
- Санти Хиранант — мать Сиддхартхи
- Кунал Капур — сын Сиддхартхи